# 明神善秀
明神 善秀（みょうじん よしひで、生年不詳 - 1864年12月29日（元治元年12月1日））は、江戸時代後期の土佐藩上士。幼名は民之助。通称は明神源八。前諱は信貞。

## 来歴

### 生い立ち
土佐藩士（野根在番役・230石）明神信善（只右衛門）の嫡男として生まれる。母は真辺弘明（練馬）の姉。父の役職「野根在番役」とは安芸郡野根村（現東洋町。土佐藩領の東端）に居住して地域の支配を行う務めである。
1840年3月28日（天保11年2月25日）、土佐藩主山内豊資に惣領御目見え仰せ付けられる。
1844年4月26日（天保15年3月9日）、 土佐藩主山内豊熈の時代、亡父明神信善の跡目を相違無く下し置かれ、野根在番、父勤来の通り仰せ付けられ、右勤役中は御役料30石もそのまま下し置かれた。

### 黒船来航以降

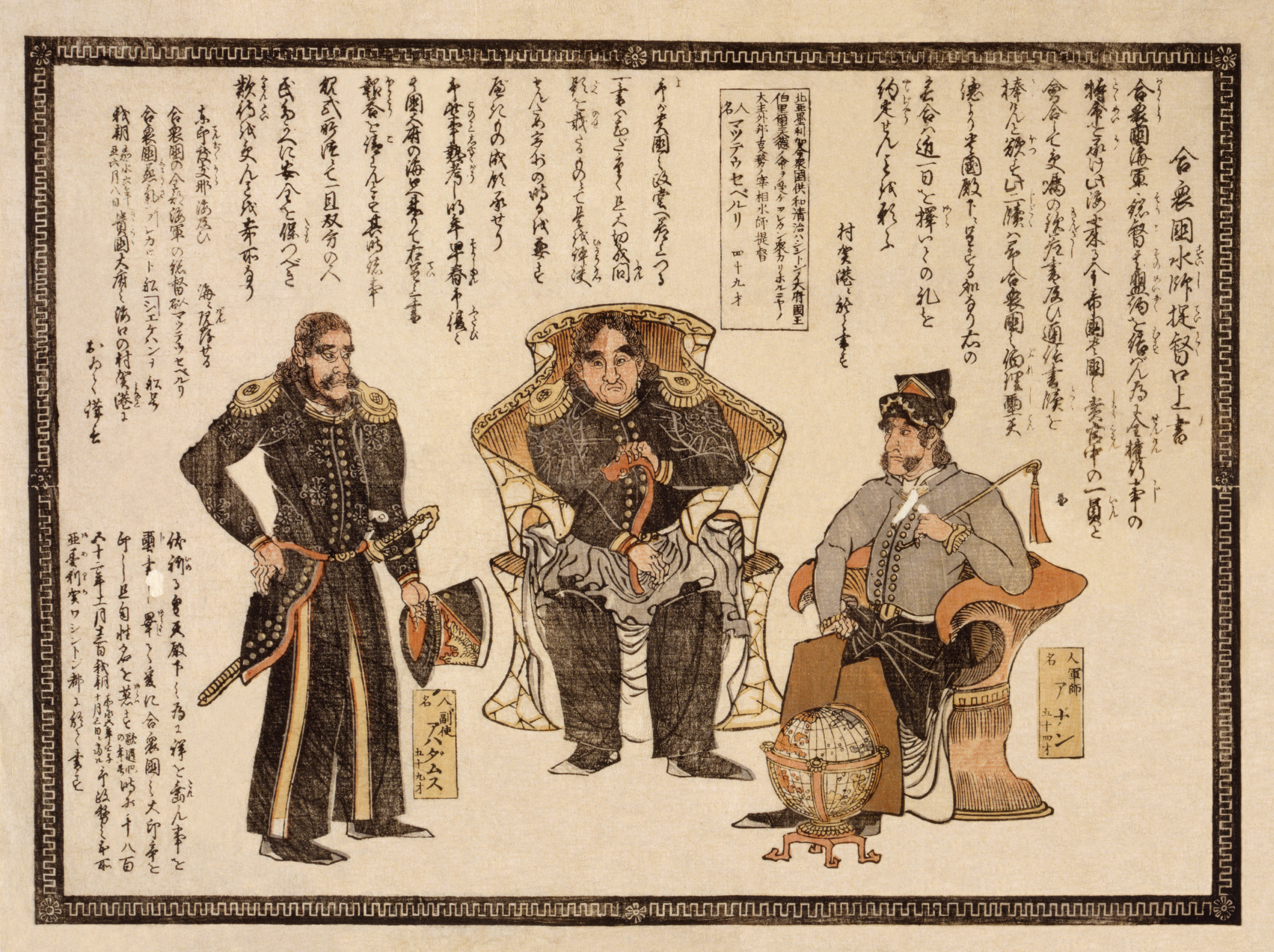
『（黒船来航図）合衆国水師提督口上書』
左よりヘンリー・アダムス副使（艦長）、ペリー水師提督、アナン軍使（司令官）

1853年7月8日（嘉永6年6月3日）、マシュー・ペリーの率いる軍艦が浦賀沖に現れ朝野は騒然とし、土佐でも沿海岸における国防の機運が高まった。
1854年2月20日（嘉永7年1月23日）丑の下刻、ペリーの2度目の来航の際、ペリー艦隊は100発以上の空砲を祝砲、礼砲、号砲の名目で撃った。備前藩はこれを威嚇射撃と解し「砲弾の一部が洲崎を警護する備前岡山藩陣地の10メートルほど手前の海中に落下した」と主張して非常召集を行い大砲5門を以って黒船に砲撃した事件が起きる。
この事件を受けて、1854年2月21日（嘉永7年1月24日）、土佐藩では、明神善秀が山内容堂より、安芸郡奉行を仰せ付けられ、異国船打払い御用を仰せ付けられた。
1864年6月4日（元治元年5月1日）、当役兼外輪物・指物御用を仰せ付けられる。同年12月29日（元治元12月1日）病死。

## 家族
明神家は、長宗我部氏の旧臣で土佐藩の上士の家柄。家禄は200石で代々役料を30石を下し置かれ、都合230石を食んだ。幕末の当主・明神善道は馬廻役に列した。
- 祖父:明神信貞（民之助）
  - 父：明神信善（只右衛門）
  - 母：真辺弘明（練馬）の姉
    - 本人：明神善秀（源八）
    - 妻：真辺正躬[4]の養女（実は島田弥一郎の娘）
      - 嫡男：明神善道（安馬）

    - 姉：乾正厚の妻

## 補注
1. ↑  善秀の祖父も「明神民之助信貞」と名乗っており、祖父と同姓同名となる為、「明神源八善秀」と改名している。
2. ↑  『日本遠征記』による。
3. ↑  『御侍中先祖書系圖牒』「明神善秀」項による。
4. ↑  真辺正心（栄三郎）の養父。